# Akumulator mechaniczny
Akumulator mechaniczny — urządzenie służące do akumulacji energii kinetycznej lub potencjalnej.
Akumulatory energii kinetycznej gromadzą energię w postaci energii kinetycznej poruszających się elementów, na przykład obracającego się koła zamachowego.
Akumulatory energii potencjalnej gromadzą energię poprzez:
- odkształcenie sprężyste ciał stałych
- zmiany objętości gazów
- przemieszczanie masy w polu grawitacyjnym Ziemi

Przykładem akumulatora energii potencjalnej wykorzystującego odkształcenie sprężyste jest sprężyna w wiatrówce czy sprężyna napędowa w zegarku mechanicznym.
Akumulatory wykorzystujące ściśliwość gazów (patrz pneumatyka) wykorzystywane są w układach hydraulicznych maszyn do zmniejszenia skoków ciśnienia towarzyszących nierównomiernej pracy pompy. Akumulator hydrauliczny umożliwia przepływu cieczy roboczej z chwilową prędkością przepływu przewyższającą wydajność pompy, a także pozwala na wyłącznie pompy w przypadku chwilowego braku zapotrzebowania na energię hydrauliczną.
Akumulator powietrzny (zbiornik ze sprężonym powietrzem) stosowany jest w układach hamowania pociągów, przyczep samochodowych. Energia sprężonego powietrza wykorzystywana była dawniej do napędu torped, a obecnie do rozruchu dużych silników spalinowych (np. okrętowych, pojazdów wojskowych, maszyn roboczych itp.).
Akumulatory energii wykorzystujące energię potencjalną w polu grawitacyjnym Ziemi (przemieszczanie mas wody) są wykorzystywane w elektrowniach szczytowo-pompowych.